# Дрібниця Віталій Олександрович
Віталій Олександрович Дрібниця (нар. 28 червня 1965, Кривий Ріг, УРСР) — український відеоблогер з Білої Церкви, педагог, методист з історії, співавтор підручників з історії України для загальноосвітніх шкіл. Автор популярного YouTube каналу з історії «Vox Veritatis» та каналу «Fox Veritatis». Член Національної спілки журналістів України (з 31 травня 2025).

## Біографія
Народився 28 червня 1965 р. в сім'ї технічної інтелігенції в м. Кривий Ріг Дніпропетровської області. Батько — Дрібниця Олександр Васильович, кандидат технічних наук, мати - завідуюча лабораторією Криворізької воєнізованої гірничо-рятувальної частини. З 1972 по 1982 р. навчався у СШ № 8 м. Кривого Рогу.. Школу закінчив із Золотою медаллю. У 1983—1985 рр. служив у лавах радянської армії в Центральній групі військ (Чехословаччина).
У 1986—1991 роках навчався у Київському державному педагогічному інституті ім. М. Горького за спеціальністю «Історик, методист виховної роботи». Отримав диплом із відзнакою («Червоний диплом»).
У 1991—2001 рр. працював на посаді вчителя історії Ставищенського НВК № 1 Київської області, а у 2001—2003 рр. — вчителем історії гімназії № 1 м. Білої Церкви Київської області. Після розпаду СРСР через те, що існувала стара радянська шкільна програма з історії, він надрукував кілька сотень примірників власного підручника з історії в друкарні без жодного узгодження з Міністерством освіти. Підручник для 8 класу з всесвітньої історії написаний у співавторстві з доцентом, к.і.н. КДПІ В. Крижанівською у 1988 р. отримав гриф «Рекомендовано Міністерством освіти України».
У 2003—2020 рр. — викладач суспільних дисциплін Комунального закладу вищої освіти Київської обласної ради «Білоцерківський гуманітарно-педагогічний коледж», член циклової комісії суспільних дисциплін у коледжі, викладач кафедри педагогічної майстерності інституту. Був також здобувачем кафедри теорії і методики викладання історії НПУ ім. М. П. Драгоманова та працював над дисертаційним дослідженням з проблеми «Сучасні методологічні підходи до висвітлення історії та втілення їх у шкільних підручниках з всесвітньої історії для 6—8 класів». У 2018—2019 рр. здійснював експертизу шкільних підручників з всесвітньої історії для 10 та 11 класів для МОНУ. У квітні 2020 року був одним із спікерів історичного вебінару для вчителів, організованого Українським інститутом вивчення Голокосту «Ткума» та Українським освітянським видавничим центром «Оріон» (м. Київ) на тему «Методика: зручна для вчителів і цікава для учнів». У 2021 році за станом здоров'я змушений був припинити свою педагогічну діяльність.
Віталій Дрібниця у 2005—2013 рр.був членом журі IV етапу Всеукраїнської учнівської олімпіади з історії.

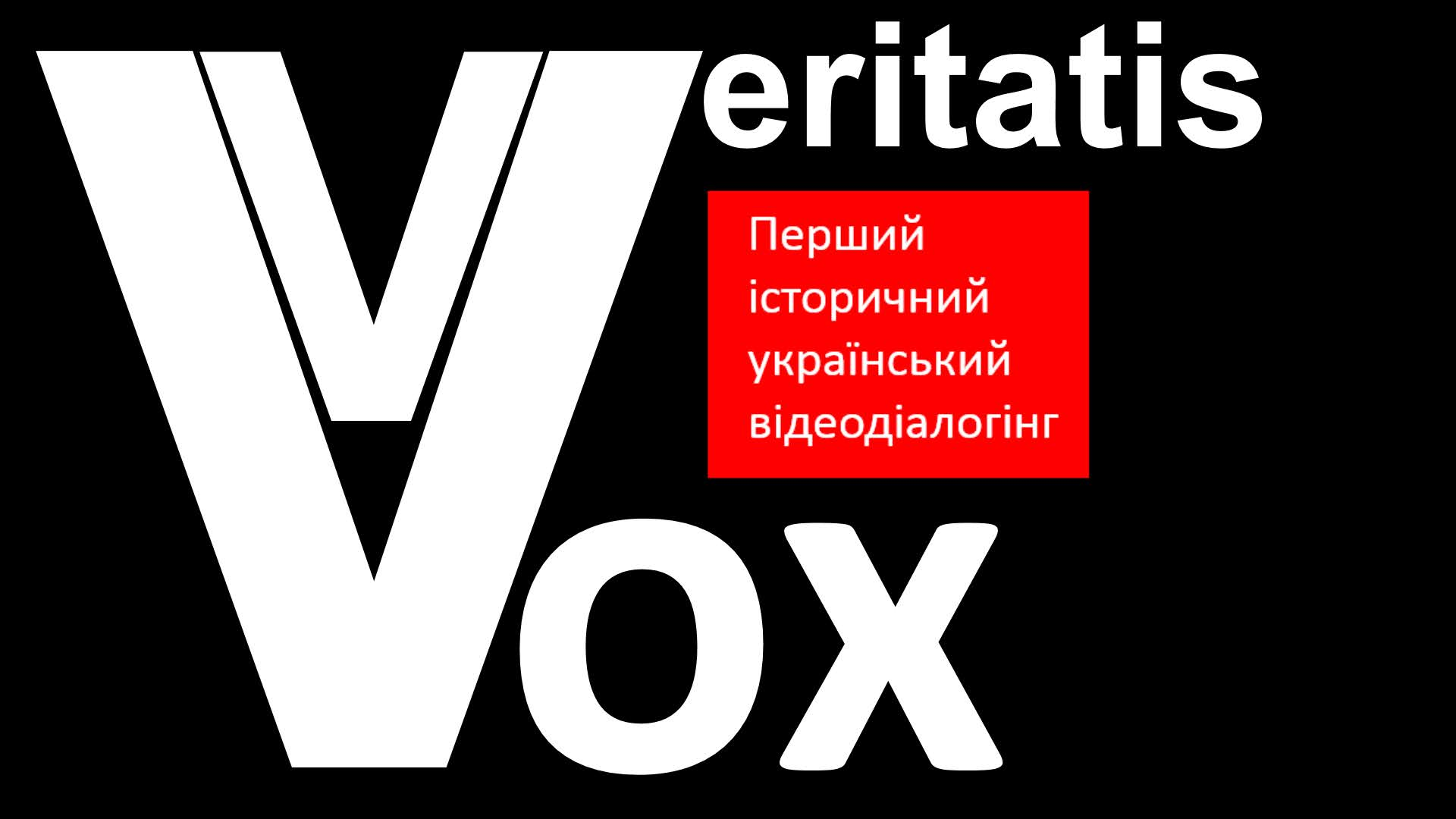
Vox veritatis

У квітні 2021 році розпочав блогерську діяльність, спростовуючи проросійські наративи про Україну в розмовах з росіянами у чат-рулетці. Власний YouTube канал «Vox Veritatis» під час повномасштабного вторгнення став одним із символів публічного діалогу з росіянами, який спростовує ворожі наративи проти України.
2025 року потрапив на сторінки американської газети Нью-Йорк таймс. У тому ж році став членом НСЖУ та лауреатом Міжнародної премії імені Павла Штепи.

## Нагороди та відзнаки

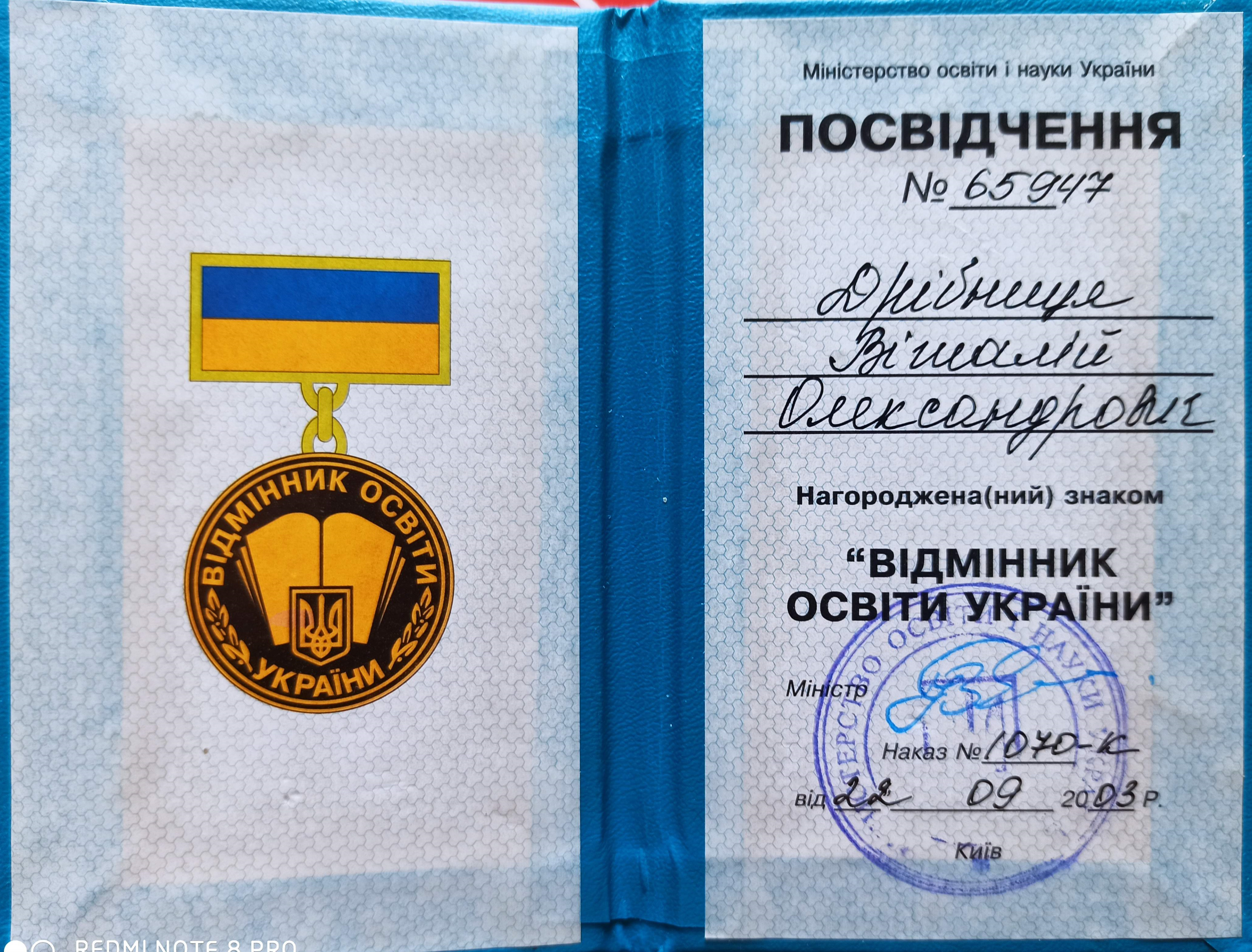

- 1998 р. — переможець Київського обласного етапу та дипломант Фіналу Всеукраїнського конкурсу «Учитель року-1998» у номінації «Історія» (м. Дніпропетровськ, 1998 р.)[14][15]
- Відмінник освіти України (22.09.2003)
- Топ 50 блогерів України-2024 за версією Фокус, 17 місце (2024)[16]

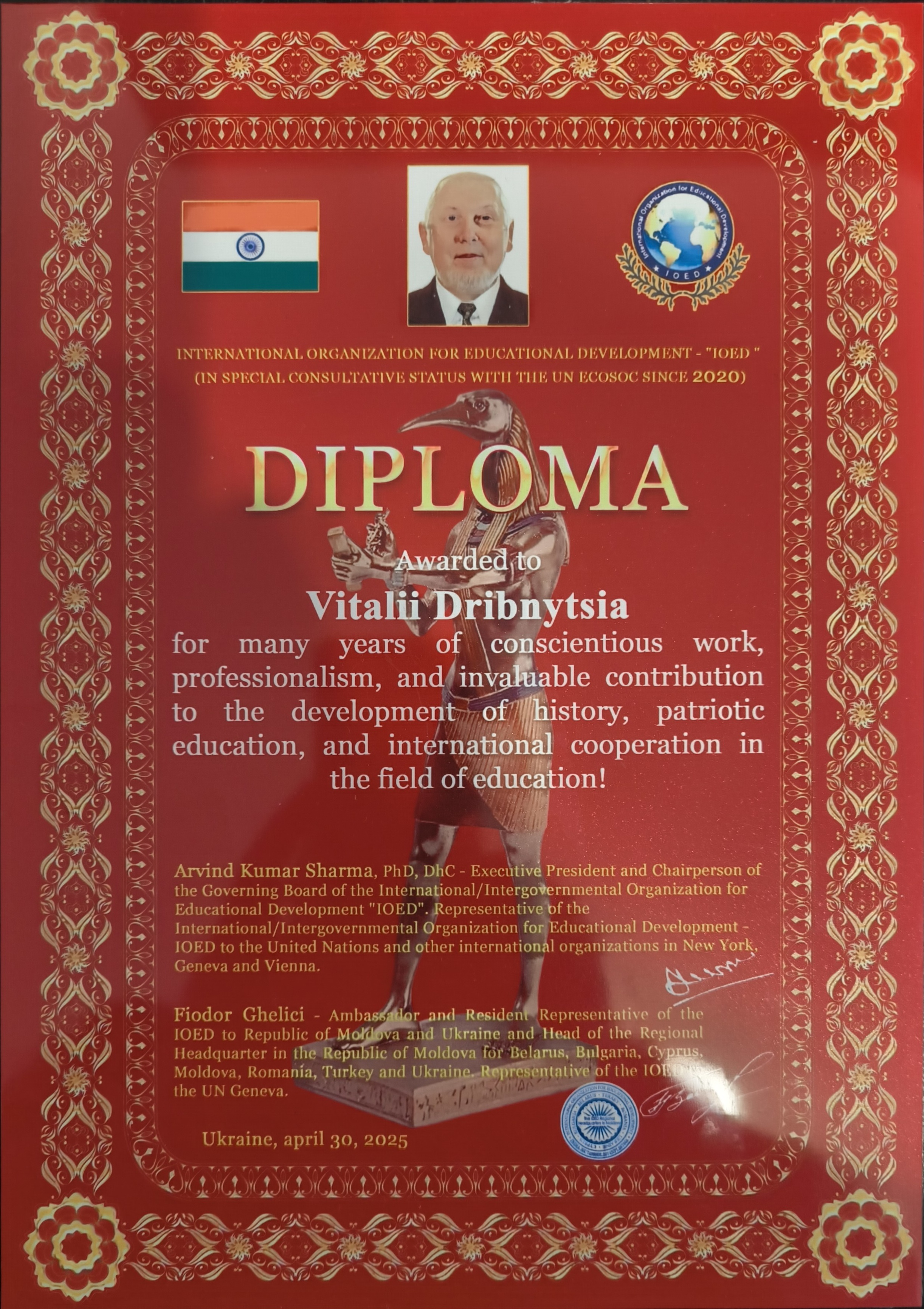
Диплом IOED

- Диплом IOEDДиплом Міжнародної міжурядової організації освіти та розвитку (IOED) (30 квітня 2025).[17]
- Нагрудний знак «За заслуги перед Київщиною» (2025)[18]

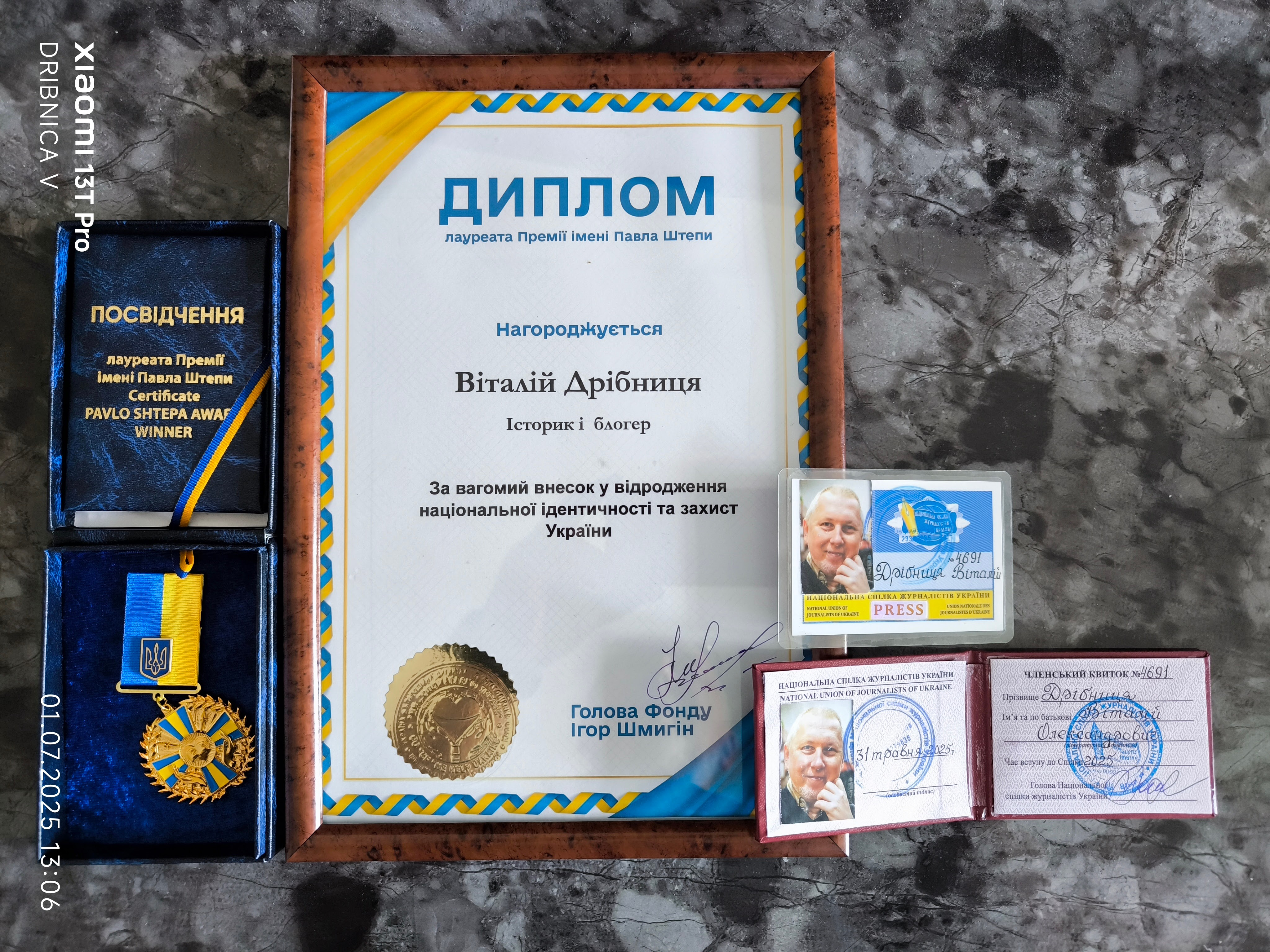
Диплом лауреата премії ім. П. Штепи та посвідчення НСЖУ

- Диплом лауреата премії ім. П. Штепи та посвідчення НСЖУПремія імені Павла Штепи (2025)[13]

## Підручники та окремі праці

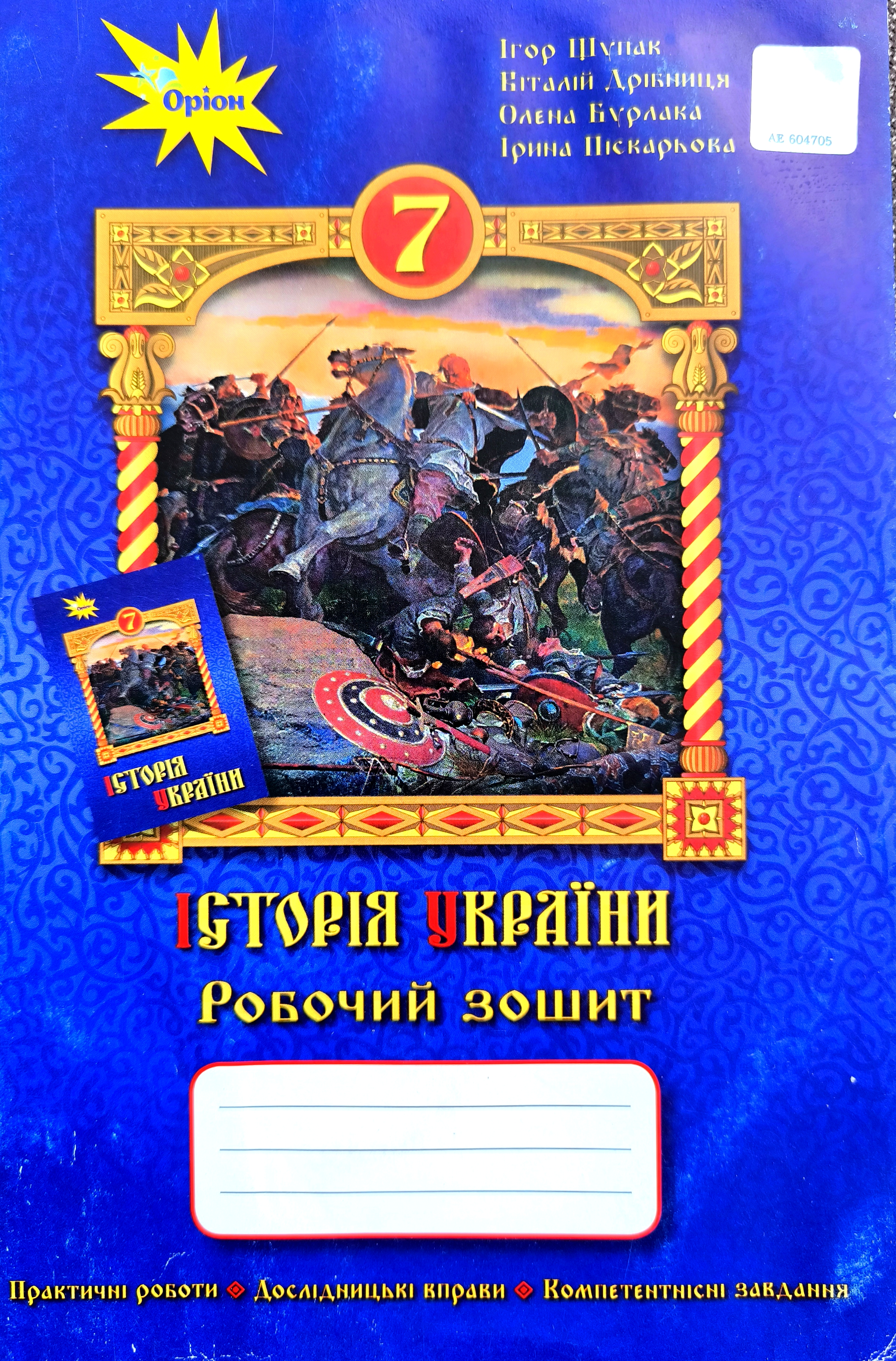

- Дрібниця В. О. Новітня історія (1918—1945 рр.) [Текст]: навч.-метод. посібник з всесвітньої історії для 10 кл. / авт.-упоряд В. О. Дрібниця. — Суми, 1996. — Ч. 1. — 116 с.
- Дрібниця В. О., Загоруй Є. В. Нова історія (кінець XVIII ст.—1918 р.) [Текст]: навч. посібник для 9-го кл.  Суми: [б.в.], 1996. — 111 с.
- Дрібниця В. О.  Всесвітня історія [Текст]: посібник з всесвітньої історії для вчителів та учнів 8 кл.  — К., 1997.
- Дрібниця В. О. Нова історія (XVI—кінець XVIII століття) — [Б. м.]: [б.в.], 1997. — 127 с.
- Дрібниця В. О. Всесвітня історія. Нова історія (XVI — кінець XVIII ст.) [Текст]: підруч. для 8 класу  — К. : А. С. К. : Дієз-продукт, 1998. — 224 с. ISBN 966-539-112-7
- Дрібниця В. О. Всесвітня історія. Нова історія [Текст]: посібник для 9 кл. / авт.- упоряд. В. О. Дрібниця.  — К. : Фаренгейт, 1999. Ч. 2 : Кінець XVIII — початок ХХ століття. — К. : [б.в.], 1999. — 219 с.ISBN 966-954-879-9
- Дрібниця В. О. Всесвітня історія [Текст]; Нова історія (XVI — кінець XVIII століття) / В. О. Дрібниця, В. В. Крижанівська.  — К. : Компанія «Дієз-продукт», 1999.  — 224 с.ISBN 966-954-870-5
- Голованов С. О., Дрібниця В. О. Всесвітня історія. Історія стародавнього світу [Текст]: посіб. для 6 кл. / С. О. Голованов, В. О. Дрібниця.  — К. : Фаренгейт, 1999.  — 271 с.:іл. ISBN 966-954-873-X
- Дрібниця В. О. Історія України (від найдавніших часів до початку ХХ століття) [Текст]: посібник для учнів 9-х класів шкіл, ліцеїв та гімназій до екзаменів у 2000 році: Екзаменаційні білети: Історія України. — К. : Фаренгейт, 2000. — 64 с.
- Дрібниця В. О. Всесвітня історія [Текст] ; Нова історія (XVI — кінець XVIII століття) / В. О. Дрібниця, В. В. Крижанівська.  — К.: А. С. К.: Фаренгейт, 2000. — 221 с. ISBN 966-539-112-7
- Дрібниця В. О. Всесвітня історія. Нова історія (XVI—кінець XVIII століття) [Текст]: підруч. для 8 кл. / В. О. Дрібниця, В. В. Крижанівська. — К. : Фаренгейт, 2001. — 256 с. ISBN 966-776-419-2
- Дрібниця В. О. Історія України XX століття [Текст]: посібник для уч. 11 кл. загальноосвіт. шкіл, випускників ліцеїв та гімназій відповідно до держ. підсумкової атестації у 2002 навч. році: Зразки відповідей на питання екзаменаційних білетів / В. О. Дрібниця. — К. : Фаренгейт, 2002. — 128 с. ISBN 966-776-421-4
- Дрібниця В. О. Словник-довідник із всесвітньої історії. Ранній Новий час XVI——XVIII століття [Текст] / В. О. Дрібниця, В. В. Крижанівська ; Упр. освіти і науки Київ. обл. держ. адмін., Київ. обл. ін-т післядип. освіти пед. кадрів. — Біла Церква: КОІПОПК, 2003. — 206 с.
- Дрібниця В. О. Історія України ХХ століття: Посібник для випускників шкіл, ліцеїв та гімназій, абітурієнтів вищих навчальних закладів. — К.: Дієз-продукт, 2004. — 132 с.
- Дрібниця В. О. Всесвітня історія XX століття: Посібник для випускників шкіл, ліцеїв та гімназій, абітурієнтів вищих навчальних закладів. — К.: Дієз-продукт, 2004. — 80 с.
- Дрібниця В. О. Історія України XX—XXI ст.: Посібник для випускників шкіл, ліцеїв та гімназій, абітурієнтів вищих навчальних закладів. — К.: Дієз-продукт, 2005. — 128 с.
- Дрібниця В. Використання комп'ютера на уроках суспільно-гуманітарних дисциплін // Історія та правознавство. — 2005. — № 14 (42).
- Дрібниця В. «Геть від Москви!..» (Таки був правий Микола Хвильовий) // Історія України. — 2005. — № 18 (418).
- Дрібниця В. О. Історія України XX—XXI століття. Запитання та відповіді. — К.: Дієз-продукт, 2006.
- Дрібниця В. О. Впровадження курсу «Основні методологічні підходи до змісту історичної освіти» в процес підвищення кваліфікації вчителів суспільствознавчих дисциплін // Вісник післядипломної освіти: Збірник наукових праць. — Випуск 3 / Ред. кол.: В. В. Олійник (гол. ред.) та ін. — К.: Міленіум, 2006. — С. 82—92.
- Дрібниця В. О. Історія України XX—XXI ст.: Посібник для випускників шкіл, ліцеїв та гімназій, абітурієнтів вищих навчальних закладів. — К.: Дієз-продукт, 2007.
- Дрібниця В. О. Нариси з всесвітньої історії (XVI — перша половина XVII століття) [Текст]: [посібник] / Дрібниця В. О., Крижанівська В. В.  — К. : Знання України, 2013.  — 287 с. : іл. ISBN 966-316-329-1
- Історія України: підруч. для 7 кл. закладів загальної середньої освіти / В. О. Дрібниця, І.Я Щупак, О. В. Бурлака, І. О. Піскарьова. — Київ: УОВЦ «Оріон», 2020. — 176 с.: іл. ISBN 978-966-991-039-4
- Щупак І. Я., Бурлака О. В., Дрібниця В. О., Желіба О. В., Піскарьова І. О. Історія України: підруч. для 7 кл. закладів загальної середньої освіти / Київ: УОВЦ «Оріон», 2024, 192 с. : іл. ISBN978-966-991-295-4: іл. ISBN 978-966-991-295-4

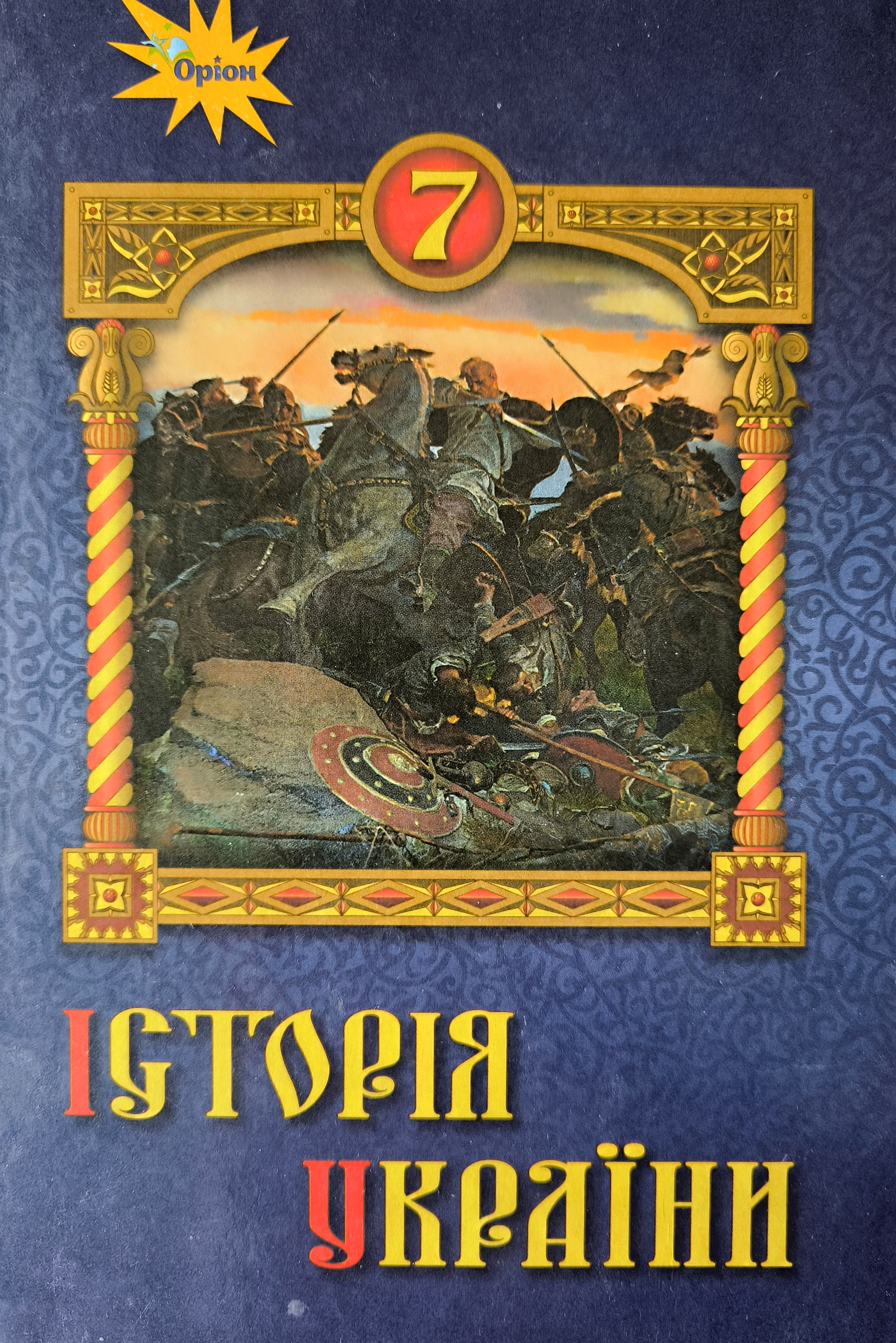

- Щупак І. Я., Старченко Н. П., Бурлака О. В., Власова Н. С, Врадій Є. А., Громенко С. В., Дрібниця В. О., Желіба О. В., Кронгауз В. О., Піскарьова І. О., Секиринський Д. О. Всесвітня історія: підруч. для 8 кл. закладів загальної середньої освіти / Київ: УОВЦ «Оріон», 2025, 187 с. : іл. ISBN 978-966-991-408-8
- Щупак І. Я., Старченко Н. П., Бурлака О. В., Власова Н. С., Галушко К. Ю., Дрібниця В. О., Желіба О. В., Піскарьова І. О., Репан О. А., Секиринський Д. О., Черкас Б. В. Історія України: підруч. для 8 кл. закладів загальної середньої освіти / Київ: УОВЦ «Оріон», 2025, 245 с. : іл. ISBN 978-966-991-409-5